# 土佐郡

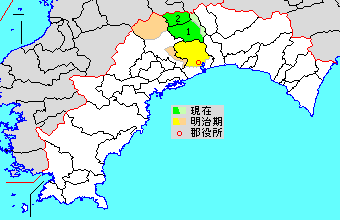
高知県土佐郡の位置（1.土佐町 2.大川村 薄黄：後に他郡に編入された区域 薄緑：後に他郡から編入した区域）

- 令制国一覧 > 南海道 > 土佐国 > 土佐郡
- 日本 > 四国地方 > 高知県 > 土佐郡

土佐郡（とさぐん）は、高知県（土佐国）の郡。
人口3,736人、面積307.4km²、人口密度12.2人/km²。（2025年7月1日、推計人口）
以下の1町1村を含む。
- 土佐町（とさちょう）
- 大川村（おおかわむら）

## 郡域
1879年（明治12年）に行政区画として発足した当時の郡域は、下記の区域にあたる。
- 大川村の全域
- 土佐町の大部分（田井・大渕・古味・井尻・下川・上津川を除く）
- 高知市の大部分（布師田以外の国分川より南東および浦戸湾以西かつ横浜、長浜、春野町各町以南を除く）
- 吾川郡いの町の一部（池ノ内・枝川・槇・成山・中追・旧本川村域【戸中、大森、越裏門以北】および天王南・天王北の各一部）

## 歴史

### 古代

#### 式内社
『延喜式』神名帳に記される郡内の式内社。
| 神名帳                     | 神名帳         | 神名帳 | 神名帳 | 比定社           | 比定社             | 比定社         | 集成 |
| 社名                       | 読み           | 格     | 付記   | 社名             | 所在地             | 備考           | 集成 |
| -------------------------- | -------------- | ------ | ------ | ---------------- | ------------------ | -------------- | ---- |
| 土佐郡 5座（大1座・小4座） |                |        |        |                  |                    |                |      |
| 都佐坐神社                 | トサノ-        | 大     |        | 土佐神社         | 高知県高知市一宮   | 土佐国一宮     |      |
| 葛木男神社                 | カツラキヲノ   | 小     |        | 葛木男神社       | 高知県高知市布師田 |                |      |
| 葛木咩神社                 | カツラキヒメノ | 小     |        | 合祀：葛木男神社 | 高知県高知市布師田 |                |      |
| 郡頭神社                   | コホリツノ     | 小     |        | 郡頭神社         | 高知県高知市鴨部   |                |      |
| 朝倉神社                   | アサクラノ     | 小     |        | 朝倉神社         | 高知県高知市朝倉丙 | （土佐国二宮） |      |
| 凡例を表示                 |                |        |        |                  |                    |                |      |

### 中世
近世に高知城及び城下町として整備される一帯は、平安時代には既に安定した生活空間となっており、寺院も存在していたとされる。15世紀に入ると現在の追手筋に屋敷が形成され、この時代の区割りが近世の城下町の整備に踏襲されることになる。

### 近世以降の沿革
- 明治初年時点で、全域が土佐高知藩領であった。「旧高旧領取調帳」に記載されている村（一部は郷）は以下の通り。（4郷1町27村）

高知、潮江村、小高坂村、下知村、石立村、比島村、江ノ口村、布師田村、一宮村、久礼野村、薊野村、泰泉寺村、久万村、万々村、福井村、円行寺村、井口村、杓田村、神田村、鴨部村、朝倉村、池ノ内村、枝川村、尾立村、宗安寺村、領家郷、成山村、地頭分郷、土佐山村、森郷、本川郷
- 明治4年7月14日（1871年8月29日） - 廃藩置県により高知県の管轄となる。
- 明治初年 - 高知城下の一部が分立して大川筋となる。（4郷1町28村）
- 明治9年（1876年） - 石立村・井口村が合併して石井村となる。（4郷1町27村）
- 明治12年（1879年）1月4日[7] - 郡区町村編制法の高知県での施行により行政区画としての土佐郡が発足。郡役所が高知帯屋町に設置。

### 町村制以降の沿革

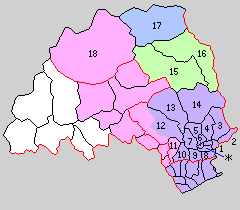
1.下知村 2.布師田村 3.一宮村 4.秦村 5.初月村 6.小高坂村 7.旭村 8.潮江村 9.鴨田村 10.朝倉村 11.宇治村 12.十六村 13.鏡村 14.土佐山村 15.地蔵寺村 16.森村 17.大川村 18.本川村 1と6の間:江ノ口村（紫：高知市 緑：土佐町 桃：吾川郡いの町 青：合併なし ＊：発足時の高知市）

- 明治22年（1889年）4月1日 - 町村制の施行により、以下の各村が発足。特記以外は現・高知市。（19村）
  - 江ノ口村 ← 江ノ口村、大川筋、比島村
  - 下知村、布師田村（それぞれ単独村制）
  - 一宮村 ← 薊野村、久礼野村、一宮村、土佐山村［枝郷三谷村の小村重倉村］
  - 秦村 ← 泰泉寺村、土佐山村［枝郷三谷村の小村稲尾村・清水川村・拝立村］
  - 初月村 ← 久万村、円行寺村、地頭分郷［柴巻村］、万々村
  - 小高坂村（単独村制）
  - 旭村 ← 石井村、杓田村、福井村、地頭分郷［蓮代村］、尾立村
  - 潮江村（単独村制）
  - 鴨田村 ← 神田村、鴨部村
  - 朝倉村（単独村制）
  - 宇治村 ← 枝川村、池ノ内村（現・吾川郡いの町）
  - 十六村 ← 宗安寺村（現・高知市）、成山村（現・吾川郡いの町）、領家郷［真木村・中追村（現・吾川郡いの町）・竹奈路村・横屋村・増原村・去坂村・梅木村・葛山村・小山村・行川村・針原村・上里村・領家村・唐岩村（現・高知市）］
  - 鏡村 ← 地頭分郷［大河内村・大利村・今井村・草峰村・的淵村・白岩村・吉原村・狩山村・敷野山村・柿ノ又村・小浜村］
  - 土佐山村 ← 土佐山村［土佐山村・枝郷高川村・東川村・西川村・中切村・桑尾村・梶谷村・弘瀬村・都網村・菖蒲村[8]］
  - 地蔵寺村 ← 森郷［地蔵寺村・瀬戸村・栗木村・有間村・芥川村・西石原村・東石原村］（現・土佐町）
  - 森村 ← 森郷［柚木村・南川村・和田村・境村[9]・南泉村・宮古野村・土居村・相川村・溜井村・笹ヶ谷村・高須村[10]・樫山村[11]］（現・土佐町）
  - 大川村 ← 本川郷［小松村・船戸村・朝谷村・大北川村・高野村・川崎村・猪ノ川村・大平村・小麦畝村・小北川村・大藪村・下切村・南野山村］、森郷［上小南川村・下小南川村・中切村］（現存）
  - 本川村 ← 本川郷［寺川村・戸中村・長沢村・大森村・越裏門村・桑瀬村・中野川村・葛原村・高藪村・足谷村・脇野山村］（現・吾川郡いの町）
  - 市制の施行により高知[12]が高知市となり、郡より離脱。
- 明治24年（1891年）4月1日 - 郡制を施行。
- 明治34年（1901年）6月1日 - 江ノ口村が町制施行して江ノ口町となる。（1町18村）
- 大正5年（1916年）4月1日 - 下知村が町制施行して下知町となる。（2町17村）
- 大正6年（1917年）3月15日 - 江ノ口町が高知市に編入。（1町17村）
- 大正12年（1923年）4月1日 - 郡会が廃止。郡役所は存続。
- 大正14年（1925年）1月1日 - 旭村が高知市に編入。（1町16村）
- 大正15年（1926年）
  - 1月25日 - 潮江村・下知町が高知市に編入。（15村）
  - 7月1日 - 郡役所が廃止。以降は地域区分名称となる。
- 昭和2年（1927年）5月1日 - 小高坂村が高知市に編入。（14村）
- 昭和3年（1928年）4月1日 - 十六村が分割し、一部（葛山・去坂・横矢・竹ヶ奈路・小山・梅ノ木・増原）が鏡村、一部（宗安寺・行川・針原・上里・領家・唐船）が朝倉村、一部（槙）が吾川郡伊野町、残部（中追・成山）が吾川郡神谷村に編入。（13村）
- 昭和10年（1935年）9月1日 - 秦村・初月村が高知市に編入。（11村）
- 昭和17年（1942年）6月1日 - 布師田村・鴨田村・朝倉村・一宮村が高知市に編入。（7村）
- 昭和29年（1954年）3月1日 - 宇治村が吾川郡伊野町・八田村・高岡郡川内村と合併し、改めて吾川郡伊野町が発足。（6村）
- 昭和30年（1955年）3月31日 - 森村・地蔵寺村が長岡郡田井村と合併して土佐村が発足。（5村）
- 昭和36年（1961年）4月1日 - 土佐村が長岡郡本山町の一部（上津川・下川・古味・井尻・大淵）を編入。
- 昭和45年（1970年）4月1日 - 土佐村が町制施行して土佐町となる。（1町4村）
- 平成16年（2004年）10月1日 - 本川村が吾川郡伊野町・吾北村と合併して吾川郡いの町が発足。（1町3村）
- 平成17年（2005年）1月1日 - 鏡村・土佐山村が高知市に編入。（1町1村）

### 変遷表
| 明治22年以前 | 明治22年4月1日      | 明治22年 - 昭和19年                        | 明治22年 - 昭和19年              | 昭和20年 - 昭和29年                | 昭和30年 - 昭和63年                | 昭和30年 - 昭和63年         | 昭和30年 - 昭和63年 | 平成元年 - 現在                    | 現在          |
| ------------ | ------------------- | ------------------------------------------ | -------------------------------- | ---------------------------------- | ---------------------------------- | --------------------------- | ------------------- | ---------------------------------- | ------------- |
|              | 高知市              | 高知市                                     | 高知市                           | 高知市                             | 高知市                             | 高知市                      | 高知市              | 高知市                             | 高知市        |
|              | 江ノ口村            | 明治34年6月1日 町制                        | 大正6年3月15日 高知市に編入      | 高知市                             | 高知市                             | 高知市                      | 高知市              | 高知市                             | 高知市        |
|              | 旭村                | 旭村                                       | 大正14年1月1日 高知市に編入      | 高知市                             | 高知市                             | 高知市                      | 高知市              | 高知市                             | 高知市        |
|              | 下知村              | 大正5年4月1日 町制                         | 大正15年1月25日 高知市に編入     | 高知市                             | 高知市                             | 高知市                      | 高知市              | 高知市                             | 高知市        |
|              | 潮江村              | 潮江村                                     | 大正15年1月25日 高知市に編入     | 高知市                             | 高知市                             | 高知市                      | 高知市              | 高知市                             | 高知市        |
|              | 小高坂村            | 小高坂村                                   | 昭和2年5月1日 高知市に編入       | 高知市                             | 高知市                             | 高知市                      | 高知市              | 高知市                             | 高知市        |
|              | 秦村                | 秦村                                       | 昭和10年9月1日 高知市に編入      | 高知市                             | 高知市                             | 高知市                      | 高知市              | 高知市                             | 高知市        |
|              | 初月村              | 初月村                                     | 昭和10年9月1日 高知市に編入      | 高知市                             | 高知市                             | 高知市                      | 高知市              | 高知市                             | 高知市        |
|              | 鴨田村              | 大正14年8月1日 高知市に編入 （鴨部の一部） | 高知市                           | 高知市                             | 高知市                             | 高知市                      | 高知市              | 高知市                             | 高知市        |
|              | 鴨田村              | 鴨田村                                     | 昭和17年6月1日 高知市に編入      | 高知市                             | 高知市                             | 高知市                      | 高知市              | 高知市                             | 高知市        |
|              | 布師田村            | 布師田村                                   | 昭和17年6月1日 高知市に編入      | 高知市                             | 高知市                             | 高知市                      | 高知市              | 高知市                             | 高知市        |
|              | 一宮村              | 一宮村                                     | 昭和17年6月1日 高知市に編入      | 高知市                             | 高知市                             | 高知市                      | 高知市              | 高知市                             | 高知市        |
|              | 朝倉村              | 朝倉村                                     | 昭和17年6月1日 高知市に編入      | 高知市                             | 高知市                             | 高知市                      | 高知市              | 高知市                             | 高知市        |
|              | 十六村 (1/2)        | 昭和3年4月1日 朝倉村に編入                 | 昭和17年6月1日 高知市に編入      | 高知市                             | 高知市                             | 高知市                      | 高知市              | 高知市                             | 高知市        |
|              | 十六村 (1/2)        | 昭和3年4月1日 鏡村に編入                   | 鏡村                             | 鏡村                               | 鏡村                               | 鏡村                        | 鏡村                | 平成17年1月1日 高知市に編入        | 高知市        |
|              | 鏡村                | 鏡村                                       | 鏡村                             | 鏡村                               | 鏡村                               | 鏡村                        | 鏡村                | 平成17年1月1日 高知市に編入        | 高知市        |
|              | 土佐山村            | 土佐山村                                   | 土佐山村                         | 土佐山村                           | 土佐山村                           | 土佐山村                    | 土佐山村            | 平成17年1月1日 高知市に編入        | 高知市        |
|              | 地蔵寺村            | 地蔵寺村                                   | 地蔵寺村                         | 地蔵寺村                           | 昭和30年3月31日 土佐村             | 昭和30年3月31日 土佐村      | 昭和45年4月1日 町制 | 土佐町                             | 土佐町        |
|              | 森村                | 森村                                       | 森村                             | 森村                               | 昭和30年3月31日 土佐村             | 昭和30年3月31日 土佐村      | 昭和45年4月1日 町制 | 土佐町                             | 土佐町        |
|              | 長岡郡 田井村       | 長岡郡 田井村                              | 長岡郡 田井村                    | 長岡郡 田井村                      | 昭和30年3月31日 土佐村             | 昭和30年3月31日 土佐村      | 昭和45年4月1日 町制 | 土佐町                             | 土佐町        |
|              | 長岡郡 吉野村の一部 | 長岡郡 吉野村の一部                        | 長岡郡 吉野村の一部              | 長岡郡 吉野村の一部                | 昭和30年4月20日 長岡郡本山町の一部 | 昭和36年4月1日 土佐村に編入 | 昭和45年4月1日 町制 | 土佐町                             | 土佐町        |
|              | 大川村              | 大川村                                     | 大川村                           | 大川村                             | 大川村                             | 大川村                      | 大川村              | 大川村                             | 大川村        |
|              | 宇治村              | 宇治村                                     | 宇治村                           | 昭和29年3月1日 吾川郡伊野町の一部  | 吾川郡 伊野町の一部                | 吾川郡 伊野町の一部         | 吾川郡 伊野町の一部 | 平成16年10月1日 吾川郡いの町の一部 | 吾川郡 いの町 |
|              | 十六村 (2/2)        | 昭和3年4月1日 吾川郡伊野町に編入           | 昭和3年4月1日 吾川郡伊野町に編入 | 昭和29年3月1日 吾川郡伊野町の一部  | 吾川郡 伊野町の一部                | 吾川郡 伊野町の一部         | 吾川郡 伊野町の一部 | 平成16年10月1日 吾川郡いの町の一部 | 吾川郡 いの町 |
|              | 十六村 (2/2)        | 昭和3年4月1日 吾川郡神谷村に編入           | 昭和3年4月1日 吾川郡神谷村に編入 | 昭和29年10月1日 吾川郡伊野町に編入 | 吾川郡 伊野町の一部                | 吾川郡 伊野町の一部         | 吾川郡 伊野町の一部 | 平成16年10月1日 吾川郡いの町の一部 | 吾川郡 いの町 |
|              | 本川村              | 本川村                                     | 本川村                           | 本川村                             | 本川村                             | 本川村                      | 本川村              | 平成16年10月1日 吾川郡いの町の一部 | 吾川郡 いの町 |

## 行政
歴代郡長
| 代 | 氏名 | 就任年月日               | 退任年月日                | 備考                   |
| -- | ---- | ------------------------ | ------------------------- | ---------------------- |
| 1  |      | 明治12年（1879年）1月4日 |                           |                        |
|    |      |                          | 大正15年（1926年）6月30日 | 郡役所廃止により、廃官 |